# Щавна (пам'ятка природи)
Ща́вна — ботанічна пам'ятка природи місцевого значення в Україні. Розташована в межах Болехівської міської громади Калуського району Івано-Франківської області, на південь від села Козаківка, в районі потоку Щавина (на північний захід від гори Магура).
Площа 13,7 га. Статус надано згідно з рішенням обласної ради від 28.12.1999 року № 237-11/99. Перебуває у віданні ДП «Болехівський держлісгосп» (Козаківське л-во, кв. 30, вид. 7, 13, 17).
Статус надано з метою збереження двох частин лісового масиву, який є еталоном високопродуктивного смерекового насадження. Вік дерев — понад 45 років. Насадження створено відповідно до вимог корінного типу лісу: мішане, стійке до несприятливих умов високогір'я.